# Сетти, Себастьян
Себастьян Андрес Сетти (исп. Sebastián Andrés Setti; 9 февраля 1984, Касерос, Буэнос-Айрес, Аргентина) — аргентинский футболист, полузащитник, тренер.

## Биография
В четыре года начал заниматься футболом в родном городе Сан-Мартин. В 1993 году попал в академию «Архентинос Хуниорс», в которой он тренировался до 19 лет. Позже он пробился в основной состав команды. Всего за клуб Сетти провёл 9 матчей. Так как «Архентинос Хуниорс» боролась за выживание, то молодым игрокам не давали часто возможность проявить себя и в сезоне 2006/07 он выступал за «Альмагро» на правах аренды. В команде он сыграл в 20 матчах и забил 1 гол.
После Себастьян Сетти играл за клуб «Гуарани» из города Асунсьон, команда выступала в Первом Дивизионе Парагвая. В команде провёл около года и сыграл 33 матча и забил 2 гола. Летом 2008 года он перешёл в бельгийский «Антверпен». В команде дебютировал 23 июля 2008 года в матче против «Каппеллена» (0:2), Сетти начал матч в основе, но на 73 минуте был заменён на Маркто Гбарссина. Всего за клуб он сыграл в 44 матчах и забил 6 мячей. После на протяжении года защищал цвета «Чанчунь Ятай», клуб выступал в Суперлиге Китая. В команде он провёл 22 матча и забил 1 гол.
13 января 2011 года подписал контракт с одесским «Черноморцем», соглашение рассчитано на два с половиной года. В команде дебютировал 19 марта 2011 года в матче Первой лиги Украины против бурштынского «Энергетика» (4:0).

## Личная жизнь
Его дед родом из Пинска, а бабушка родилась в Польше на границе с Белоруссией. Так как его бабушка — полька, у него есть польское гражданство.

## Достижения
- Обладатель Кубка Кипра: 2013